# Грачанин, Петар
Петар Грачанин-Перица (серб. Петар Грачанин; 22 июня 1923, Ягодина, Королевство сербов, хорватов и словенцев — 27 июня 2004, Белград, Сербия) — сербский общественно-политический, государственный и военный деятель СФРЮ и Сербии, президент Социалистической Республики Сербия в составе СФРЮ (14 декабря 1987 — 20 марта 1989), Председатель Президиума Социалистической Республики Сербия (1987—1989), Союзный секретарь (министр) внутренних дел СФРЮ (1989—1992), Член ЦК Союза коммунистов Сербии (1978–1982), начальник Генерального штаба Югославской народной армии (1982—1985), генерал армии, народный герой Югославии.

## Биография

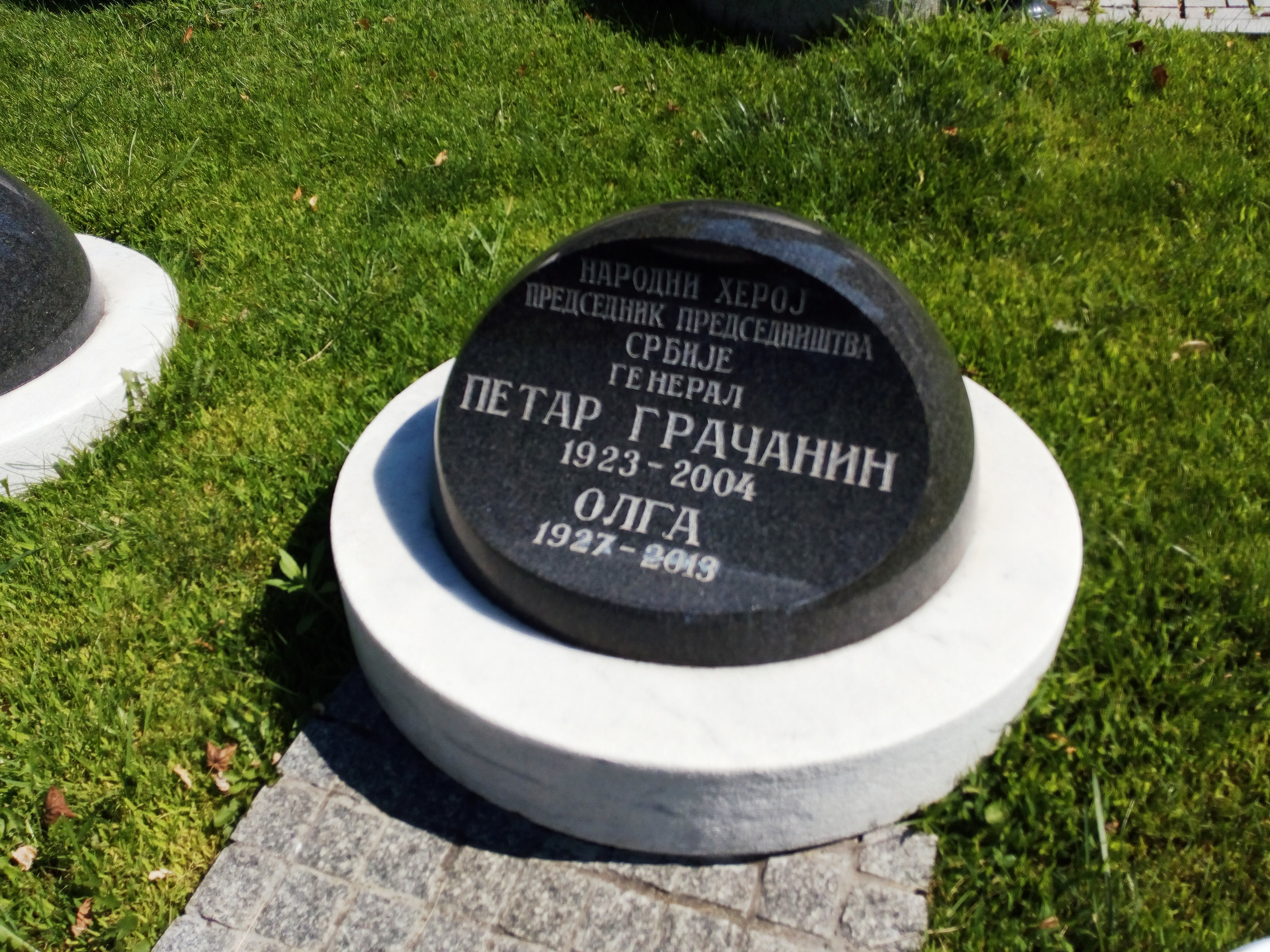
Могила П. Грачанина

Сын бедного крестьянина. Участник Второй мировой войны, сражался в составе 1-й Пролетарской ударной бригады, затем Второй партизанской бригады Народно-освободительной армии Югославии (НОАЮ). 
Член Союза социалистической молодёжи Югославии с 1942 года. После окончания войны окончил Высшую военную академию Белграда.
Генерал-майор (1970), генерал-лейтенант (1974), генерал-полковник (1978). В 1982—1985 годах — начальник Генерального штаба ЮНА. Вышел в отставку в звании генерала армии (1999).
В 1987—1989 годах занимал пост президента Социалистической Республики Сербия в составе СФРЮ, работал Председателем Президиума Социалистической Республики Сербия (1987—1989), министром внутренних дел.
Похоронен на Аллее Почётных граждан на Новом кладбище в Белграде.